# Lasianthus hirsutus
Lasianthus hirsutus är en måreväxtart som först beskrevs av William Roxburgh, och fick sitt nu gällande namn av Elmer Drew Merrill. Lasianthus hirsutus ingår i släktet Lasianthus och familjen måreväxter. Inga underarter finns listade i Catalogue of Life.